# Голкохвіст білочеревий
Голкохві́ст білочеревий (Rhaphidura sabini) — вид серпокрильцеподібних птахів родини серпокрильцевих (Apodidae). Мешкає в Західній і Центральній Африці. Вид названий на честь англійського натураліста Джозефа Себіна.

## Опис
Довжина птаха становить 11 см, вага 20 г. Голова, горло, спина і крила чорні, живіт, надхвістя, гузка і хвіст білі. Крайні стернові пера чорні, помітні в польоті.

## Поширення і екологія
Білочереві голкохвости мешкають в Сьєрра-Леоне, Гвінеї, Ліберії, Кот-д'Івуарі, Гані, Нігерії, Камеруні, Екваторіальній Гвінеї (зокрема на острові Біоко), Габоні, Центральноафриканській Республіці, Республіці Конго, Демократичній Республіці Конго, Анголі, Руанді, Уганді і Кенії. Вони живуть у вологих і заболочених тропічних лісах та на болотах. Зустрічаються на висоті від 700 до 1700 м над рівнем моря.